# كانتونة كليرفوكس
كليرفوكس هي إحدى الكانتونات التي تقع في شمال لوكسمبورغ. مركزها كليرفوكس.

## التقسيمات الإدارية
تتكون كانتونة كليرفوكس من البلديات الخمس التالية:
- كليرفوكس
- بارك هوسينجين
- تروازفيرج
- فايسفامياغ
- وينكرانج